# Johann Bauhin
Johann (o Jean) Bauhin (Basilea, 12 de desembre del 1541 - Montbéliard (França), 26 d'octubre del 1612) va ser un botànic suís.

## Biografia
Era fill del metge Jean Bauhin i germà del metge i botànic Gaspard Bauhin. Estudià botànica a Tübingen, on fou alumne de Leonhart Fuchs. Després viatjà amb Conrad Gessner, i més tard practicà la medicina a Basilea, on va ser elegit professor de retòrica el 1566. Quatre anys més tard va ser metge del duc Frederic I de Württemberg a Montbéliard, on romangué fins a la seva mort. Es dedicà principalment a la botànica. La seva obra principal és Historia plantarum universalis, una compilació sobre el coneixement botànic de l'època va ser publicada pòstumament a Yverdon-les-Bains els anys 1650–1651.
Bauhin va crear diversos jardins botànics i recollí plantes dels seus viatges. El 1591 publicà una llista de les plantes que s'anomenaven amb noms de sants: De Plantis a Divis Sanctisve Nomen Habentibus.
Linneu va donar el nom del gènere Bauhinia (família Caesalpiniaceae) en honors dels germans Johann i Gaspard Bauhin.

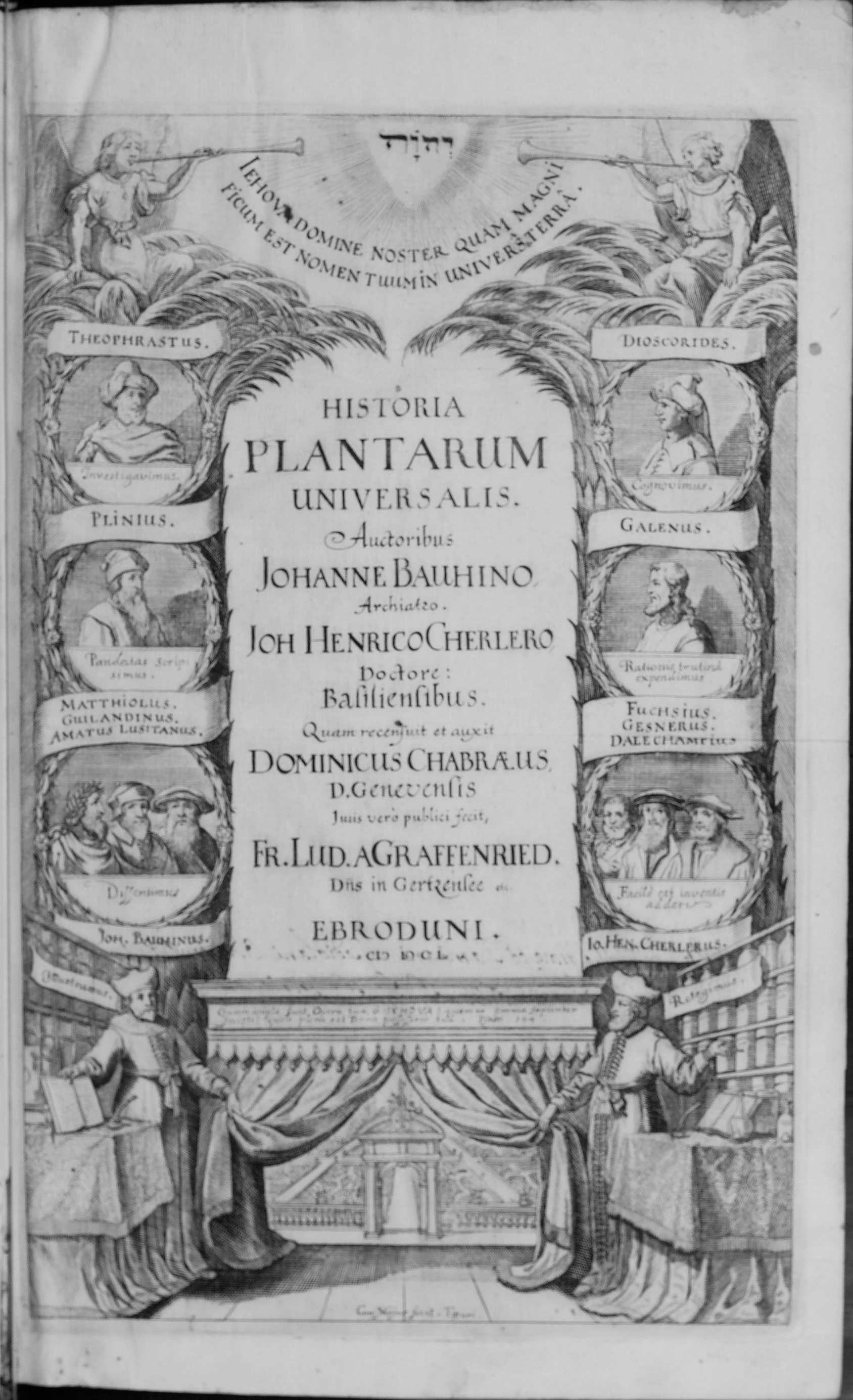
Historia plantarum universalis, 1650